# Christmas Kisses
Christmas Kisses is de eerste ep van de Amerikaanse zangeres Ariana Grande. Het is een kerst-ep, die op 13 december 2013 uitgebracht werd. Het album bevat twee originele nummers — "Love Is Everything" en "Snow in California" — en twee covers; "Last Christmas" werd origineel uitgebracht door Wham! en "Santa Baby" door Eartha Kitt.

Op de Japanse editie van het album staat ook het bekende kerstnummer "Santa Tell Me" van Grande zelf.

## Lijst van nummers
| 1.                 | Last Christmas               | 3:23 |
| 2.                 | Love Is Everything           | 3:33 |
| 3.                 | Snow in California           | 3:27 |
| 4.                 | Santa Baby (met Liz Gillies) | 2:51 |
| Totale duur: 13:15 |                              |      |

| 5.                 | Santa Tell Me | 3:24 |
| Totale duur: 16:39 |               |      |